# Geschichte der Juden in Ronnenberg

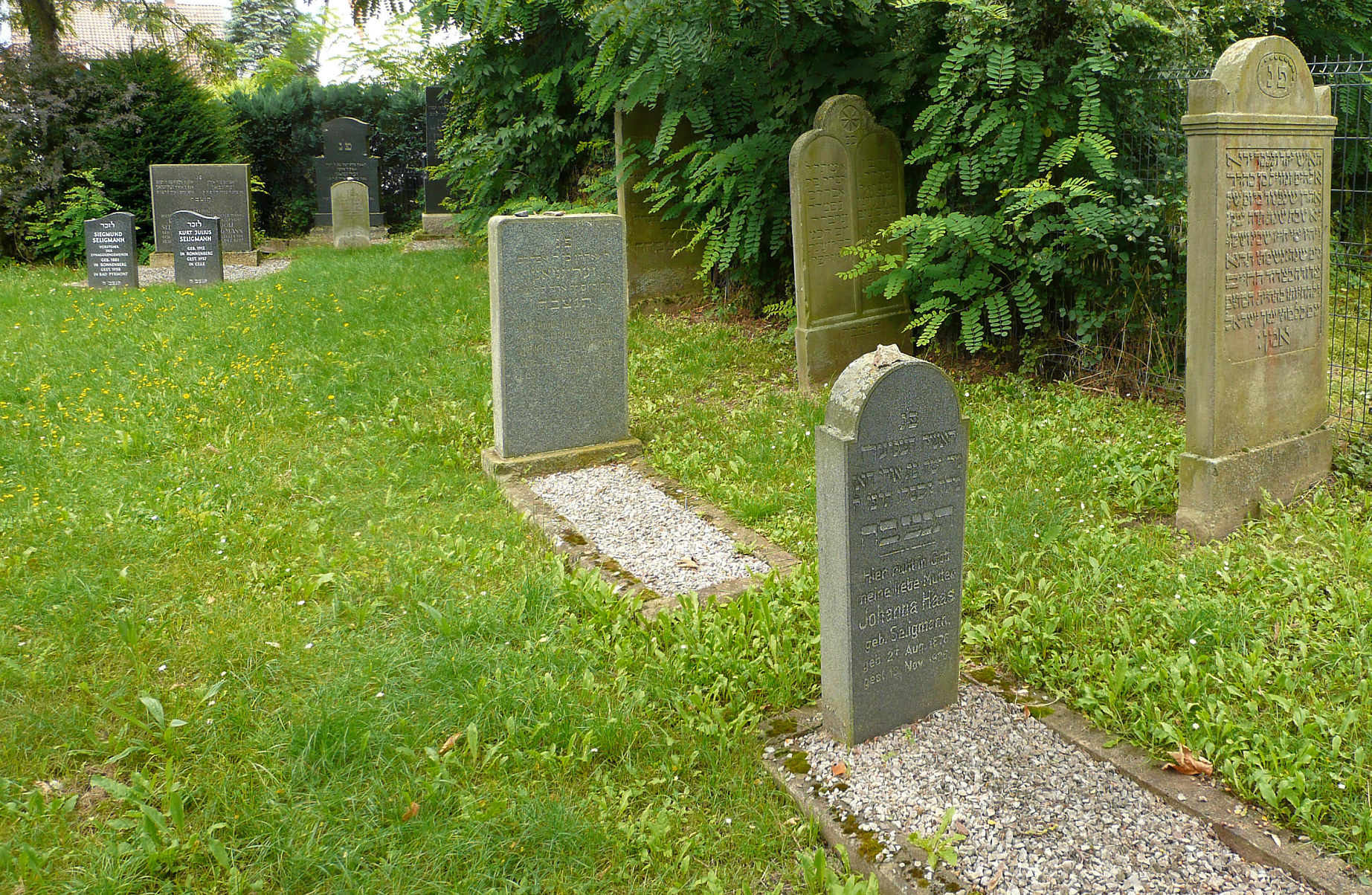
Jüdischer Friedhof Ronnenberg

Die erste Nachricht über die Anwesenheit eines Juden in Ronnenberg geht in das 17. Jahrhundert zurück. Allerdings ist sie nicht gesichert. Nachweisbar ist indes, dass sich 1758 ein jüdischer Handelsmann in der Gemeinde Ronnenberg aufhielt.

## Geschichte

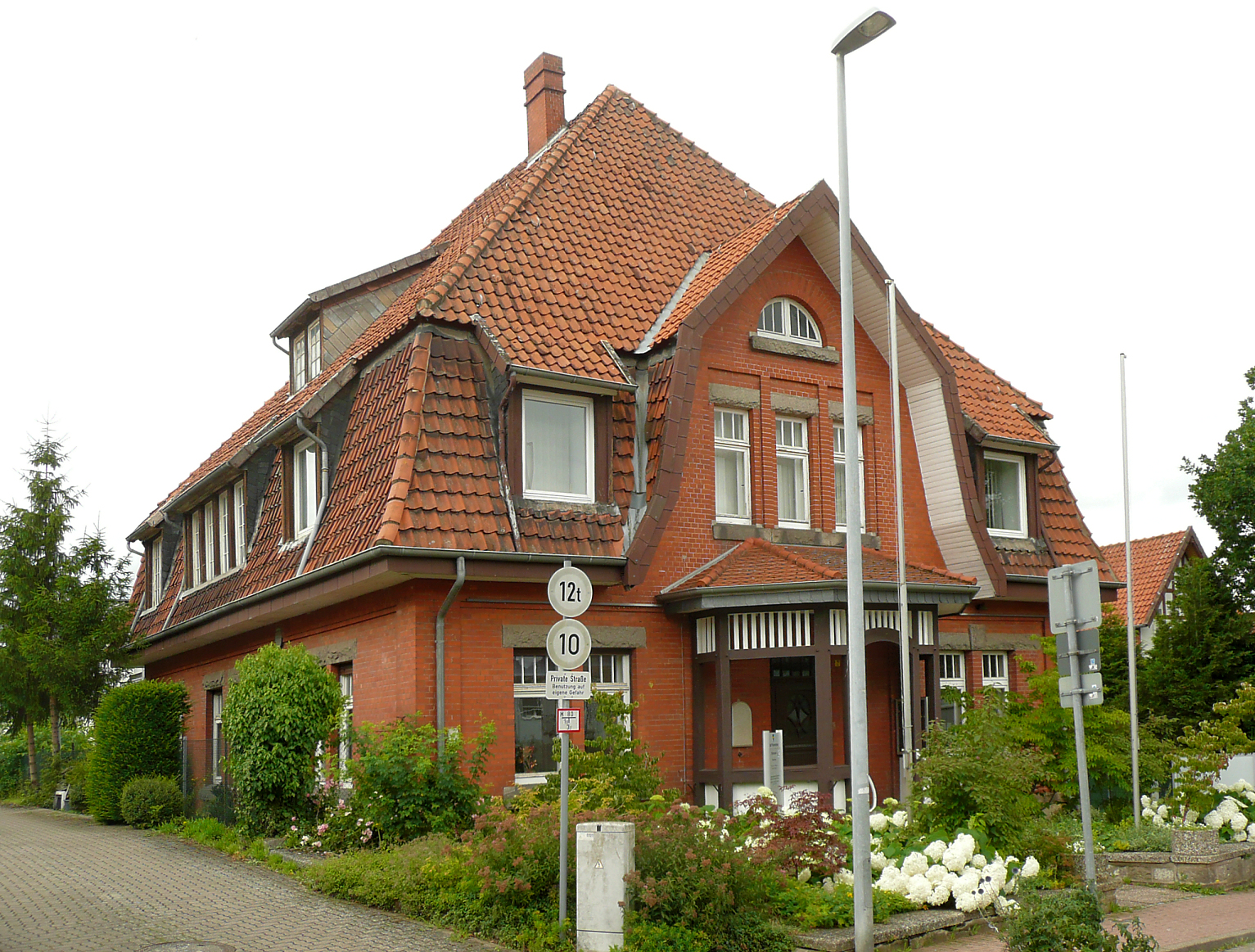
Früheres Wohnhaus von Siegfried Seligmann, in dem sich auf der ersten Etage die Synagoge der Ronnenberger Synagogengemeinde befand.

Ein Dokument erwähnt, dass sich der genannte Jude im Jahre 1758 über den zunehmenden Handel beschwerte, den seine Glaubensbrüder aus der Synagogengemeinde Gehrden in Ronnenberg betreiben würden. Sein Name ist allerdings nicht bekannt. Erstmals namentlich überliefert ist der aus Demmelsdorf bei Bamberg stammende Jude Samuel (jiddisch: Schmuel) Aron Berg (geb. 16. April 1763), der sich später „Seligmann“ nannte. Er erhielt 1794 einen Schutzbrief und durfte sich in Ronnenberg niederlassen. Samuel Aron hatte mit seiner jüdischen Ehefrau Betty Abraham (geb. 18. Mai 1764) aus Gehrden sechs Kinder. Er war Hausierer und Schlachter und vertrieb Stoffe. Im 19. Jahrhundert waren seine Nachfahren als Viehhändler, Schlachter und Konfektionswarenhändler im Ort tätig. Im Jahr 1816 lebten außer den acht Mitgliedern der Familie Berg (Seligmann) eine jüdische Witwe mit ihrem Sohn in Ronnenberg. Seit 1833 gehörten die Ronnenberger Juden zur Synagogengemeinde Gehrden. Nachdem ab 1842 Juden im Königreich Hannover keine Schutzbriefe mehr benötigten und sie ab 1848 mit den übrigen Bürgern gesetzlich gleichgestellt waren, integrierten sich die Ronnenberger Juden in die Dorfgemeinschaft. Um 1845 entstand der Jüdische Friedhof Ronnenberg, der bis 1933 belegt wurde. 1871 gab es im Ort 25 jüdische Bewohner. Ein Seligmann-Nachfahre war 1899 Mitbegründer der Freiwilligen Feuerwehr im Ort. Weitere Nachfahren war als Soldaten Teilnehmer des Ersten Weltkriegs. Nach dem Krieg richtete die Synagogengemeinde Ronnenberg eine Synagoge (Betsaal) im Wohnhaus des jüdischen Bewohners Siegfried Seligmann ein.  1925 gab es 36 jüdische Bewohner im Ort, die einen Anteil von 1,66 % an der Bevölkerung hatten. Sie lebten größtenteils in eigenen Häusern und waren als Viehhändler, Geschäftsleute und ein Arzt der gehobenen Mittelschicht zuzurechnen. Insgesamt betrug die Zahl der jüdischen Menschen, die zwischen 1790 und bis zum Exodus in den Jahren 1937 und 1939 in Ronnenberg gelebt haben, mehr als 100.
Kurz nach der Machtübernahme der Nationalsozialisten 1933 setzten in Ronnenberg Drangsalierungen gegenüber jüdischen Bewohnern und ihren Geschäften ein. Sie begannen am 1. April 1933 mit dem Judenboykott, als auswärtige SA-Posten Kunden am Betreten jüdischer Geschäfte hinderten. Bis zum Erlass der Nürnberger Rassengesetze 1935 blieben die Kunden den Geschäften weitgehend treu. Außerdem gab es wirtschaftliche und gesellschaftliche Sanktionen, in dem Juden Lieferverträge gekündigt und sie aus Vereinen ausgeschlossen wurden sowie das Schwimmbad nicht mehr nutzen durften. Dem jüdischen Arzt im Ort wurden nach der Verordnung über die Zulassung von Ärzten die Kassenzulassung entzogen. Durch die vielfältigen antijüdischen Rechtsvorschriften wurde den Ronnenberger Juden zunehmend die wirtschaftliche Grundlage entzogen, so dass sich viele ab 1937 zur Emigration entschlossen. Vorrangige Ziele waren die USA und Südamerika. Ihr Besitztum mussten die Emigranten größtenteils zurücklassen, weil es eingezogen, eingefroren, zwangsentrichtet oder versteigert wurde (Siehe: Reichsfluchtsteuer).
Bei den Novemberpogromen von 1938 kam es in Ronnenberg, vermutlich auf Weisung des NSDAP-Ortsgruppenleiters, zu keinen materiellen Schäden. Es wurden jedoch fünf jüdische Männer verhaftet und in das KZ Buchenwald deportiert. Nach mehrwöchiger Haft wurden die Betroffenen mit der Androhung entlassen, erneut inhaftiert zu werden, wenn sie Deutschland nicht umgehend verlassen. Das verstärkte die Ausreisebemühungen der 16 verbliebenen Juden in Ronnenberg. Fünf Bewohner waren 1939 bei ihrer Flucht Teilnehmer der Irrfahrt der St. Louis und kamen bei der Rückkehr des Schiffs nach Brüssel. Anschließend gelang drei Personen die Flucht in die USA während zwei Personen nach Auschwitz-Birkenau deportiert und dort ermordet wurden. Die letzte jüdische Bewohnerin emigrierte 1939 aus Ronnenberg. Insgesamt kamen drei jüdische Bewohner aus Ronnenberg im Holocaust ums Leben. Weitere 10 Personen, die in Ronnenberg geboren wurden, aber nicht mehr im Ort lebten, kamen ebenfalls im Holocaust ums Leben.

## Erinnerung

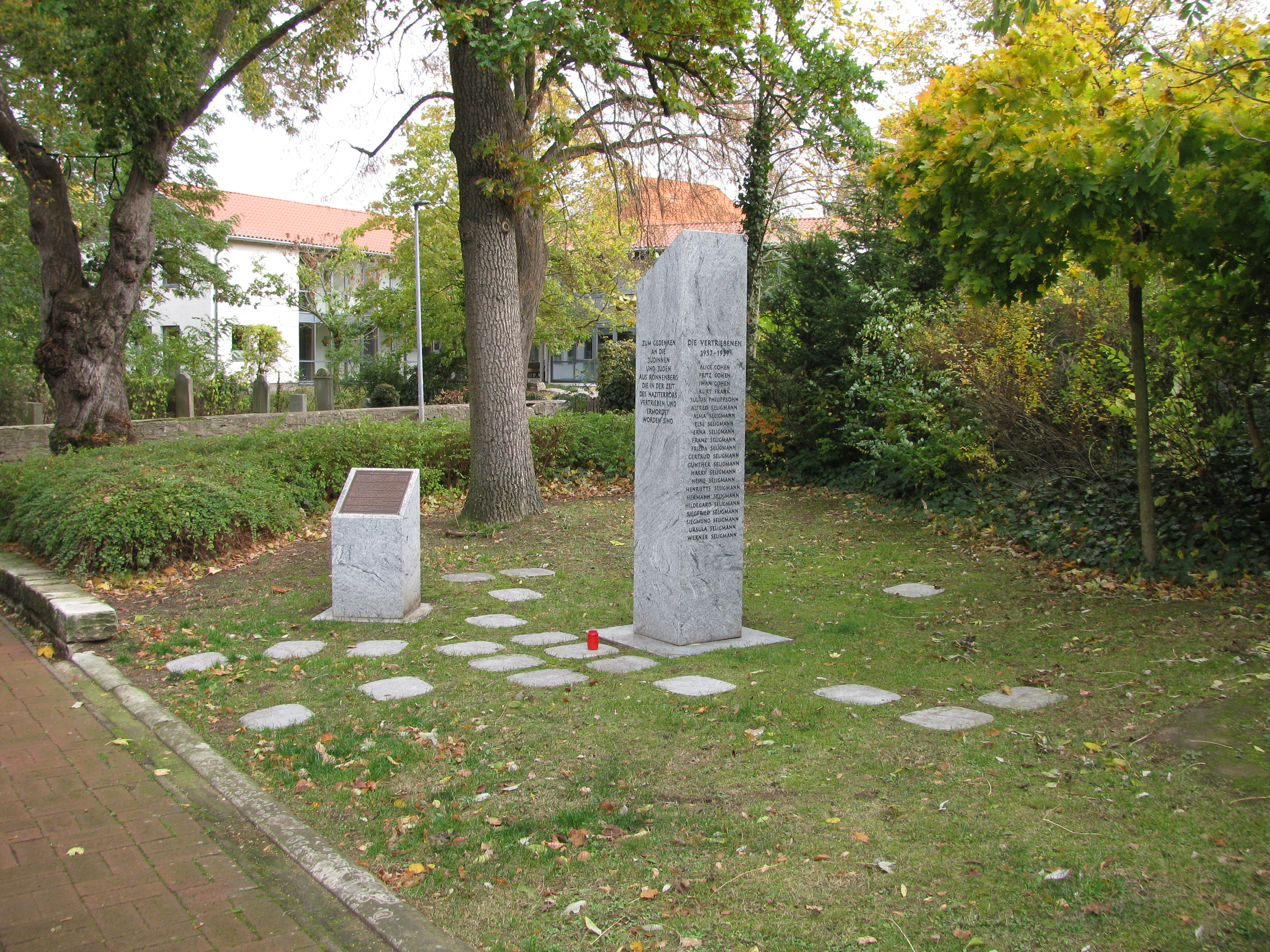
Gedenkort in Ronnenberg, im Hintergrund der Jüdische Friedhof Ronnenberg

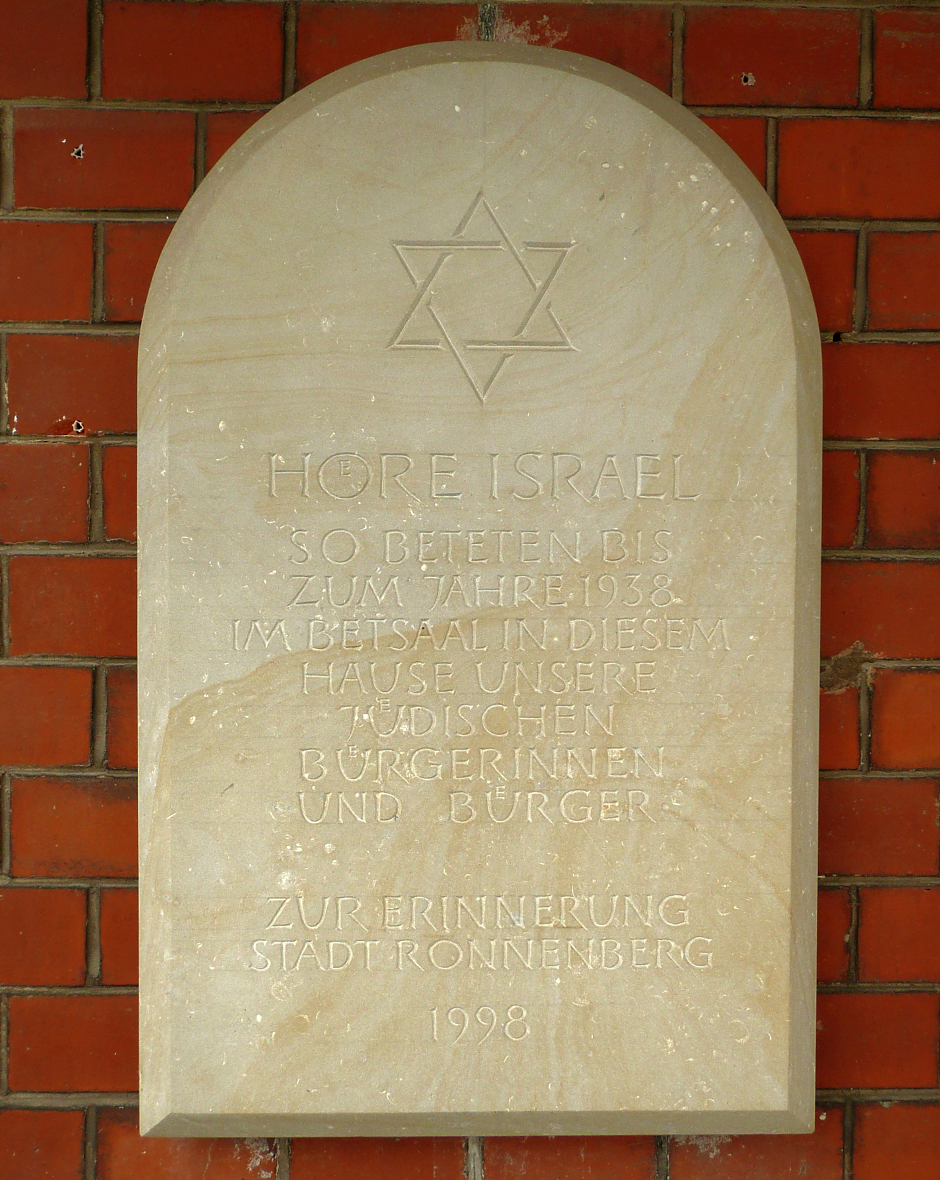
Gedenktafel am früheren Wohnhaus von Siegfried Seligmann

Im Heimatmuseum der Stadt Ronnenberg informiert eine „Ausstellung mit Bildern und Schriftstücken über jüdische Mitbürger in Ronnenberg bis zur Reichspogromnacht im Nov. 1938“ sowie über Zwangsarbeiter und Flüchtlinge in den ehemaligen Lagern der Ortsteile Empelde und Benthe.
Der Förderverein Erinnerungsarbeit Ronnenberg (FER) führt regelmäßig Kulturveranstaltungen zum Judentum und einen Rundgang durch das jüdische Ronnenberg durch. Dazu gab der Freundeskreis Erinnerungsarbeit Ronnenberg im Jahr 2014 einen Faltplan mit dem Titel „Die Juden von Ronnenberg - Einladung zu einem Rundgang der Erinnerung“ heraus.
Im Gedenken an die Ronnenberger Juden wurden 25 Stolpersteine seit 2005 verlegt (Siehe: Liste der Stolpersteine in Ronnenberg). Ronnenberg war die erste Kommune in der Region Hannover, in der Stolpersteine verlegt wurden.
2008 verlieh die Stadt Ronnenberg dem aus Ronnenberg vertriebenen US-Amerikaner Fritz G. Cohen wegen seiner Verdienste zur Verständigung die Ehrenbürgerwürde. Cohen, der 1922 in Hannover geboren wurde, Germanistik-Professor an der Perdue University in Lafayette (Indiana) war und 2024 in Chicago starb, hatte bis 1938 in der Gemeinde Ronnenberg gelebt.
Im Jahr 2013 richtete die Stadt Ronnenberg für die ermordeten und vertriebenen Jüdinnen und Juden aus Ronnenberg einen Gedenkort mit einer Stele und einer erläuternden Texttafel ein. Die Stele wurde am 9. November 2013, dem Jahrestag der Novemberpogrome von 1938, aufgestellt. Der Gedenkort befindet sich gegenüber dem jüdischen Friedhof auf dem Areal des früheren Ronnenberger Friedhofs. Die Stele nennt die Namen der 22 Bewohner, die zwischen 1937 und 1939 vertrieben wurden und die Namen der 13 jüdischen Bürgerinnen und Bürger, die zwischen 1941 und 1944 im Holocaust umkamen.
Der Journalist Peter Hertel und seine Frau, Christiane Buddenberg-Hertel, erarbeiteten im Jahr 2013 eine Wanderausstellung mit dem Titel „Eingeprägt in unser Gedächtnis – Leben und Vertreibung der Juden von Ronnenberg“. Sie zeigt als Fallbeispiel die komplette Vertreibung einer jüdischen Gemeinschaft aus einer deutschen Gemeinde mittlerer Größe. Gezeigt wurde sie bisher in Niedersachsen und im angrenzenden Westfalen in NS-Gedenkstätten sowie in Schulen.
Peter Hertel und Christiane Buddenberg-Hertel pflegen Kontakt mit den aus Ronnenberg vertriebenen jüdischen Bewohnern und ihren Nachkommen. 2017 und 2018 besuchten sie die letzten drei noch lebenden, inzwischen verstorbenen, Bewohner in Brasilien, Israel sowie den USA und führten Zeitzeugen-Videogespräche mit ihnen. Von den drei Holocaust-Überlebenden und ihren Verwandten erhielten sie mehr als 100 Gegenstände, Fotos und schriftliche Dokumente der Vertriebenen, die in einem vom Rat der Stadt Ronnenberg beschlossenen Lern- und Gedenkort im früheren Wohnhaus von Siegfried Seligmann ausgestellt werden sollen. Es handelt sich unter anderem um einen Reisekoffer aus Sperrholz, eine Schreibmaschine und Likörgläser. Das Erinnerungszentrum soll bewirken, dass „die Naziverbrechen nicht vergessen werden“ und „wir aus der Geschichte zu lernen“ haben; denn die „allgemeine Unkenntnis“ nehme zu, wenn die ehemaligen Ereignisse, die beteiligten Personen und authentischen Orte nicht „in den Alltag von heute“ geholt würden.
Im Jahr 2022 wurden 16 Jüdinnen und Juden aus Deutschland, England, Israel und den USA von der Stadt Ronnenberg und vom Förderverein Erinnerungsarbeit (FER) als Nachrfahren der vertriebenen und ermordeten Juden nach Ronnenberg eingeladen. .Sie besuchten den Deutschen Bundestag in Berlin und wurden zu einer Diskussionsveranstaltung in die Marie-Curie-Schule eingeladen, in der unter dem Motto „180 Jahre jüdisches Leben in Ronnenberg“ an das Schicksal ihrer Familien erinnert wurde.